# Ryjonos birmański
Ryjonos birmański, ryjonos (Melogale personata) – gatunek niewielkiego drapieżnego ssaka z rodziny łasicowatych.

## Występowanie
Obszary leśne i trawiaste od prowincji Asam do środkowych Chin, północne Indochiny, Tajwan i Hajnan.

## Cechy
Długość ciała: 33–43 cm
Długość ogona: 14–23 cm
Masa ciała: 1–3 kg
Budowa ciała podobna do kuny. Grzbiet barwy szaro- lub czarnobrązowej, strona brzuszna jaśniejsza. Na grzbiecie najczęściej biaława lub czerwonawa pręga. Na głowie czarne oraz żółtawe plamy. Układ plam na głowie jest cechą indywidualną każdego osobnika. Nos długi i ruchliwy, przypominający nos koati. Ogon puszysty, kończyny krótkie. Stopy wyposażone w długie, silne pazury służące do kopania.

## Tryb życia
Spędza dzień w samodzielnie wykopanych norach lub innych kryjówkach. Na żerowanie wychodzi o zmierzchu i nocą. Są doskonałymi wspinaczami i można zaobserwować jak śpią w rozwidleniu konarów. Ryjonosy są dzikie i nieustraszone, zaatakowane lub w sytuacji bez wyjścia wydzielają, jak wiele łasicowatych odstraszający zapach.

### Pożywienie
Jest wszystkożerny. Zjada małe ssaki, owady i dżdżownice. Żywi się również owocami oraz liśćmi.

### Rozmnażanie
W maju lub czerwcu samica rodzi w norze 1 do 3 młodych. Są one długo zależne od mleka matki, obserwowano w pełni wyrośnięte osobniki podczas ssania.